# At Folsom Prison
At Folsom Prison (în traducere, La închisoarea Folsom) este un album live de Johnny Cash, lansat de Columbia Records în mai 1968. Încă de la cântecul din 1955 „Folsom Prison Blues”, Cash era interesat să cânte într-o închisoare. Ideea lui a fost amânată până în 1967, când schimbările de personal de la Columbia Records i-au adus lui Bob Johnston sarcinile de producție ale materialului lui Cash. Cash reușise să-și controleze problemele de abuz de droguri și încerca să-și revitalizeze cariera după mai mulți ani de insuccese comerciale. Susținut de June Carter, Carl Perkins și de formația sa, Tennessee Three, Cash a susținut două concerte la Folsom State Prison din Folsom, California la 13 ianuarie 1968. Albumul rezultat a constat din 15 piese din primul concert și două din cel de al doilea.
În ciuda investițiilor inițiale reduse ale casei de discuri Columbia, albumul a devenit un hit în Statele Unite, ajungând pe primul loc în clasamentul country și în primele 15 în clasamentul național al tuturor genurilor. Single-ul principal extras de pe album, o versiune live a piesei „Folsom Prison Blues”, a intrat în top 40, prima a lui Cash de la „Understand Your Man” din 1964. At Folsom Prison a primit recenzii bune la lansare și popularitatea pe care a acumulat-o a dus la revitalizarea carierei lui Cash și la lansarea unui al doilea album înregistrat într-o închisoare, album intitulat At San Quentin. Albumul a fost relansat cu adăugarea unor noi piese în 1999 și ca set de trei discuri în 2008.

## Context
Cash a devenit interesat de închisoarea Folsom State în timpul stagiului militar efectuat în Serviciul de Securitate al aviației americane. În 1953, la unitatea sa s-a proiectat filmul lui Crane Wilbur Inside the Walls of Folsom Prison. Filmul l-a inspirat pe Cash să scrie un cântec care reflecta percepția sa asupra vieții la închisoare. Rezultatul a fost „Folsom Prison Blues”, al doilea single al lui Cash lansat la Sun Records. După lansare, cântecul a devenit popular printre deținuții din tot sistemul de penitenciare american, care au început să-i scrie lui Cash, cerându-i să cânte la închisorile lor. Cash a răspuns pentru prima dată la aceste cereri când a cântat la închisoarea Huntsville în 1957. Mulțumit de primirea entuziastă a concertului, el a mai cântat și la alte închisori, inclusiv la Folsom în 1966.
La câțiva ani după ce a avut succes pe piață cu cântece cum ar fi „I Walk the Line”, „Understand Your Man” și „Ring of Fire”, popularitatea lui Cash a scăzut. Acest fapt a fost cauzat în mare parte de dependența sa de droguri. În 1967, Cash a cerut ajutor pentru problemele sale tot mai pronunțate; până la sfârșitul anului, el a redus cantitatea de droguri consumată și a încercat să-și relanseze cariera. În același timp, sectorul de muzică country de la Columbia Records a suferit schimbări majore de personal. Frank Jones și Don Law, care produseseră câteva din albumele lui Cash, au fost înlăturați și înlocuiți cu Bob Johnston, cunoscut pentru comportamentul său imprevizibil și pentru disponibilitatea de a intra în polemici cu directorii de studio. Cash a văzut în aceasta o ocazie de a-și promova ideea unui album live înregistrat la o închisoare; Johnston a fost entuziasmat de idee și a susținut-o. Johnston a contactat administrațiile închisorilor San Quentin și Folsom, iar Folsom a fost prima care a răspuns.

## Înregistrarea

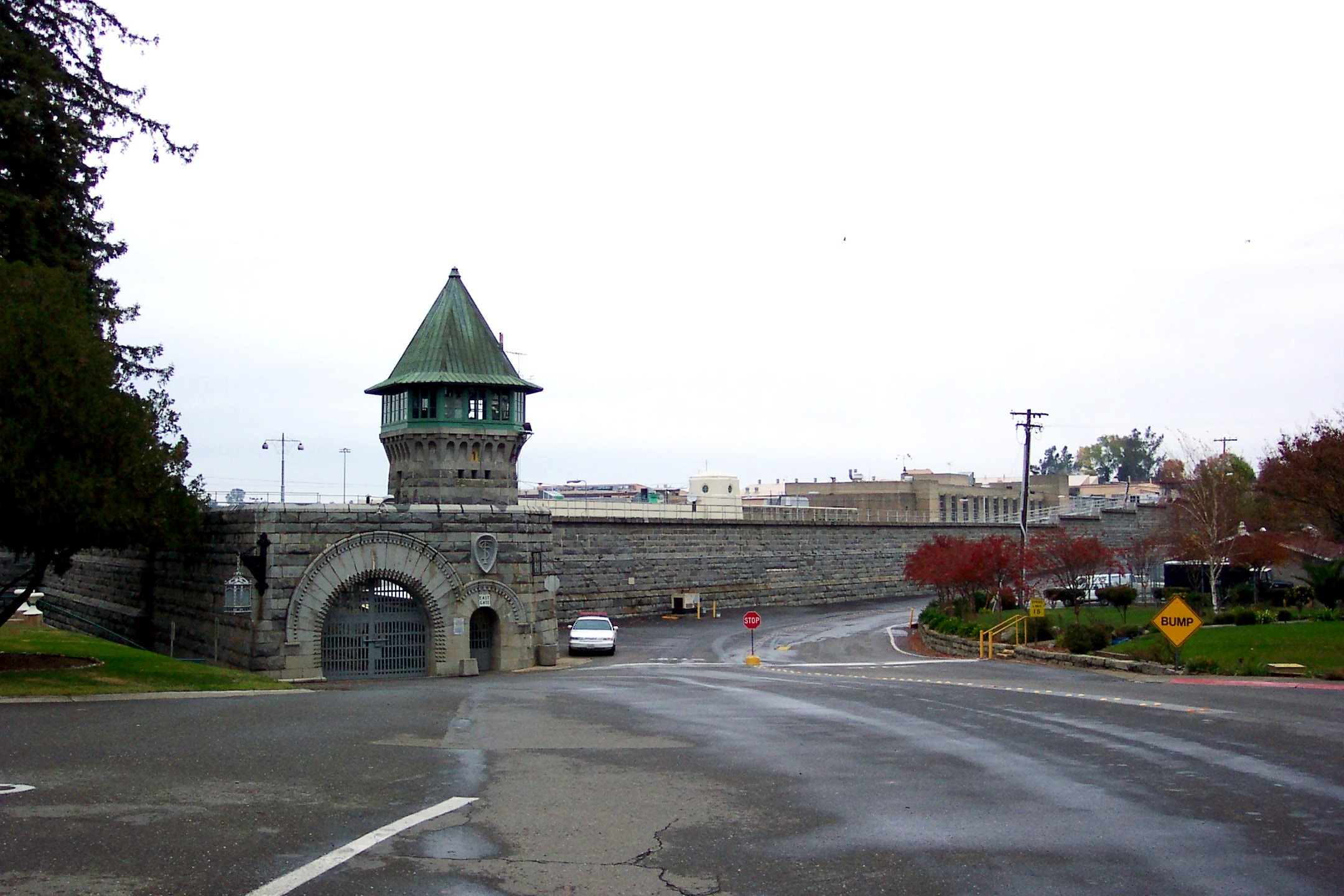
Albumul a fost înregistrat la închisoarea Folsom, California.

La începutul lui ianuarie 1968, Cash, The Tennessee Three, June Carter, Carl Perkins și The Statler Brothers s-au cazat la un han din Sacramento, California. Muzicienii erau însoțiți de Ray Cash, tatăl lui Johnny, și de producătorul Johnston. Artiștii au făcut repetiții timp de două zile, lucru neobișnuit pentru ei. În timpul repetițiilor, la 12 ianuarie, guvernatorul statului California, Ronald Reagan, i-a vizitat, dându-le încurajări. Unul dintre punctele focale ale repetițiilor a fost învățarea cântecului „Greystone Chapel”, scris de deținutul Glen Sherley. Sherley a înregistrat o versiune a cântecului, pe care a dat-o pastorului închisorii prin intermediul directorului de recreație. La 13 ianuarie, grupul s-a deplasat la Folsom, unde s-a întâlnit cu jurnalistul de la Los Angeles Times Robert Hilburn și cu fotograful de la Columbia Jim Marshall, care au fost plătiți să pregătească notele însoțitoare ale albumului.
Cash s-a hotărât să țină două concerte în ziua de 13 ianuarie, unu la ora 9:40 AM și unul la ora 12:40 PM, în caz că primul ar fi nesatisfăcător. După introducerea făcută de MC-ul Hugh Cherry, care i-a încurajat pe deținuți să „reacționeze” la cântecele lui Cash, a urcat pe scenă Carl Perkins. Perkins a cântat hitul său „Blue Suede Shoes”. După aceasta, The Statler Brothers au cântat „Flowers on the Wall” și cântecul de referință „This Ole House”. Cherry a urcat din nou pe scenă și le-a cerut deținuților să-l ovaționeze pe Cash până când va urca pe scenă; ei s-au conformat. Cash a deschis ambele spectacole cu o interpretare a melodiei „Folsom Prison Blues” și a interpretat multe cântece despre închisoare, cum ar fi „The Wall”, „Green, Green Grass of Home” și piesa de umor negru „25 Minutes to Go”. Artistul a inclus și alte cântece de jale, cum ar fi cântecul lui Merle Travis „Dark as a Dungeon”. După „Orange Blossom Special”, Cash a introdus câteva „balade lente”, printre care „Send a Picture of Mother” și „The Long Black Veil”, după care a urmat cu trei piese noi de pe albumul Everybody Loves A Nut, „Dirty Old Egg-Sucking Dog”, „Flushed from the Bathroom of Your Heart” și „Joe Bean”. June Carter i s-a alăturat lui Cash pe scenă pentru două duete. După o versiune de șapte minute a unui cântec de pe albumul Blood, Sweat and Tears, „The Legend of John Henry's Hammer”, Cash a luat o pauză, timp în care Carter a recitat o poezie. Cash a încheiat ambele concerte cu cântecul lui Sherley „Greystone Chapel”.
Al doilea concert nu a fost atât de reușit ca primul; muzicienii erau obosiți de la spectacolul de dimineață. Doar două cântece din al doilea concert, „Give My Love to Rose” și „I Got Stripes”, au ajuns pe LP.

## Impactul
Lansarea albumului At Folsom Prison a fost pregătită în decurs de patru luni. În ciuda recentului succes al single-ului  "Rosanna's Going Wild", lansat cu puțin timp înainte de concertele de la Folsom și care a ajuns pe locul doi în clasamentul country, Columbia a făcut o investiție inițială mica în album și în single-ul „Folsom Prison Blues” extras de pe el. Această atitudine a fost determinată de politica celor de la Columbia de a promova vedetele pop în detrimentul artiștilor country. Cu toate acestea, single-ul a intrat în Billboard Hot 100 la 25 mai 1968 și a intrat în topul country după încă o săptămână. Single-ul a suferit de pe urma asasinării lui Robert F. Kennedy la 5 iunie 1968. Posturile radio au încetat să mai difuzeze single-ul din cauza versului macabru: „I shot a man in Reno/Just to watch him die” („Am împușcat un om în Reno/Doar ca să-l văd cum moare”). Bazându-se pe succesul dinaintea asasinării, Columbia i-a cerut lui Johnston să remixeze single-ul scoțând respectivul vers. În ciuda protestelor lui Cash, single-ul a fost reeditat și relansat. Noua versiune a avut succes, ajungând pe primul loc în topul country și pe locul patruzeci în clasamentul național. Single-ul a tras după el întregul album în clasamentul dedicat acestuia, ajungând și el pe primul loc în topul albumelor country și pe locul treisprezece în clasamentul albumelor pop—strămoșul clasamentului Billboard 200. În august 1968, Folsom vânduse peste 300.000 de copii; după două luni albumul a fost certificat ca „disc de aur” de către Recording Industry Association of America (RIAA) pentru înregistrarea a peste 500.000 de vânzări.
At Folsom Prison a primit laudele criticilor imediat după lansare. Al Aronowitz de la Life a scris despre Cash că își cântă cântecele ca „cineva care a crescut cu credința că este unul dintre oamenii despre care sunt aceste cântece.” Pentru The Village Voice, Ann Fisher a scris că „fiecare bucată este specială în felul ei” iar Richard Goldstein a notat că albumul este „plin de un anume fel de emotivitate rar întâlnită la muzica rock.” Fredrick E. Danker de la Sing Out! a lăudat At Folsom Prison ca fiind „un album structurat, o experiență auditivă deosebită pentru noi.”
Succesul albumului At Folsom Prison i-a revitalizat lui Cash cariera; conform spuselor acestuia, „acolo au luat-o lucrurile iarăși din loc pentru mine”. Sun Records a redublat piesa de pe fața B „Get Rhythm” cu aplauze similare celor de la Folsom, și aceasta a reușit să intre în Hot 100. Cash s-a întors pe scenele închisorilor în 1969 când a înregistrat At San Quentin la închisoarea San Quentin. At San Quentin a devenit primul album al lui Cash care a ajuns pe primul loc în clasamentul pop, iar de pe el a fost extras single-ul „A Boy Named Sue” care a ajuns pe locul al doilea. Popularitatea produsă de concertul de la Folsom a determinat compania ABC să-i ofere lui Cash un contract de realizator de eminisiune televizată.
Albumul a fost relansat la 19 octombrie 1999 cu trei piese suplimentare care fuseseră excluse de pe primul LP: „Busted”, „Joe Bean” și „The Legend of John Henry's Hammer”. Stephen Thomas Erlewine de la Allmusic a lăudat noua versiune, numind-o „amestecul ideal de legendă și realitate dură.” La 27 mai 2003, At Folsom Prison a devenit triplu disc de platină, RIAA certificând că acesta s-a vândut în peste trei milioane de exemplare. De la lansarea sa, a devenit recunoscut ca unul dintre cele mai reușite albume din toate timpurile. Astfel, în 2003, albumul a fost trecut la numărul 88 pe lista revistei Rolling Stone a celor mai bune 500 de albume din toate timpurile. În același an, a fost unul dintre cele 50 de înregistrări alese în acel an de Biblioteca Congresului Statelor Unite ale Americii pentru a fi incluse în National Recording Registry. Country Music Television îl considera în 2006 al treilea între cele mai bune albume de muzică country 2006. Blender l-a inclus pe poziția 63 în lista celor mai bune albume americane din toate timpurile și a fost unul dintre cele „500 CDs You Must Own". În 2006, revista Time l-a trecut și ea pe lista celor mai bune 100 de albume din toate timpurile.
În 2008, Columbia și Legacy Records au relansat At Folsom Prison ca set de dublu CD, și un DVD. Această așa-numită „Legacy Edition” conține ambele concerte complete și cu înregistrarea audio recondiționată. DVD-ul inclus, produs de Bestor Cram și Michael Streissguth de la Northern Light Productions, conține filme și interviuri relevante pentru concert. Pitchfork Media a lăudat colecția, spunând despre ea că are „forța întreprinderilor empatice, de parcă [Cash] ar face penitență pentru relele sale obiceiuri.” Christian Hoard a scris pentru Rolling Stone că Legacy edition „constituie un excelent document istoric, scoțând în evidență relația lui Cash cu deținuții.”

## Liste de piese

### Discul original (1968)
- Side 1
  1. „Folsom Prison Blues” (Cash)
  2. „Dark as a Dungeon” (Merle Travis)
  3. „I Still Miss Someone” (Johnny Cash, Roy Cash, Jr.)
  4. „Cocaine Blues” (T. J. Arnall)
  5. „25 Minutes to Go” (Shel Silverstein)
  6. „Orange Blossom Special” (Ervin T. Rouse)
  7. „The Long Black Veil” (Marijohn Wilkin, Danny Dill)
- Side 2
  1. „Send a Picture of Mother” (Cash)
  2. „The Wall” (Harlan Howard)
  3. „Dirty Old Egg-Suckin' Dog” (Jack H. Clement)
  4. „Flushed From The Bathroom of Your Heart” (Jack H. Clement)
  5. „Jackson” (cu June Carter; Billy Edd Wheeler, J. Lieber)
  6. „Give My Love to Rose” (cu June Carter; Cash)
  7. „I Got Stripes” (Cash, Charlie Williams)
  8. „Green, Green Grass of Home” (Curly Putman)
  9. „Greystone Chapel” (Glen Sherley)

### Relansare (1999)
1. „Folsom Prison Blues” – 2:42
2. „Busted” (Harlan Howard) – 1:25
3. „Dark as a Dungeon” – 3:04
4. „I Still Miss Someone” – 1:38
5. „Cocaine Blues” – 3:01
6. „25 Minutes to Go” – 3:31
7. „Orange Blossom Special” – 3:06
8. „The Long Black Veil” – 3:58
9. „Send a Picture of Mother” – 2:05
10. „The Wall” – 1:36
11. „Dirty Old Egg-Suckin' Dog”  – 1:30
12. „Flushed from the Bathroom of Your Heart” – 2:05
13. „Joe Bean” (B. Freeman, L. Pober)  – 3:05
14. „Jackson” (cu June Carter) – 3:12
15. „Give My Love to Rose” (cu June Carter) – 2:43
16. „I Got Stripes” – 1:52
17. „The Legend of John Henry's Hammer” (Johnny Cash, June Carter)  – 7:08
18. „Green Green Grass of Home” – 2:13
19. „Greystone Chapel” – 6:02

### Legacy Edition (2008)
Discul 1
1. Introducerea lui Hugh Cherry
2. „Blue Suede Shoes” (Carl Perkins)
3. „This Ole House” (The Statler Brothers)
4. Anunțul de introducere al lui Johnny Cash rostit de Hugh Cherry
5. „Folsom Prison Blues”
6. „Busted”
7. „Dark As A Dungeon”
8. „I Still Miss Someone”
9. „Cocaine Blues”
10. „25 Minutes To Go”
11. „I'm Here To Get My Baby Out Of Jail”
12. „Orange Blossom Special”
13. „The Long Black Veil”
14. „Send A Picture Of Mother”
15. „The Wall”
16. „Dirty Old Egg-Sucking Dog”
17. „Flushed From The Bathroom Of Your Heart”
18. „Joe Bean”
19. „Jackson” (cu June Carter)
20. „I Got A Woman” (cu June Carter)
21. „The Legend Of John Henry's Hammer”
22. „June's Poem”
23. „Green, Green Grass Of Home”
24. „Greystone Chapel”
25. Anunțul de final

Disc 2
1. „The Old Spinning Wheel” (Carl Perkins)
2. Anunțul de deschidere al lui Hugh Cherry
3. „Matchbox” (Carl Perkins)
4. „Blue Suede Shoes” (Carl Perkins)
5. „You Can't Have Your Kate and Edith, Too” (The Statler Brothers)
6. „Flowers on the Wall” (The Statler Brothers)
7. „How Great Thou Art” (The Statler Brothers)
8. Announcements and Johnny Cash intro from Hugh Cherry
9. „Folsom Prison Blues”
10. „Busted”
11. „Dark As A Dungeon”
12. „Cocaine Blues”
13. „25 Minutes To Go”
14. „Orange Blossom Special”
15. „The Legend Of John Henry's Hammer”
16. „Give My Love To Rose” (with June Carter)
17. „Dirty Old Egg-Sucking Dog”
18. „Flushed From The Bathroom Of Your Heart”
19. „Joe Bean”
20. „Jackson” (with June Carter)
21. „Long-Legged Guitar Pickin' Man” (with June Carter)
22. „I Got Stripes”
23. „Green, Green Grass Of Home”
24. „Greystone Chapel”
25. „Greystone Chapel”
26. Hugh Cherry îi prezintă pe tatăl lui Johnny, Ray Cash, pe directorul adjunct Walter E. Craven și pe Floyd Gressett și face anunțul de final

Disc 3 (DVD)
- Film documentar Johnny Cash At Folsom Prison (2 ore și 10 minute)
- Interviuri
  - Marty Stuart
  - Rosanne Cash
  - Marshall Grant
- Bob Irwin: „Remixing the Folsom Recording”
- Marty Stuart: Interpretarea piesei „Hangman”
- Ronda Sherley: „Glen Sherley's My Last Day”
- Folsom Inmate Lefty: „Orange Blossom Special Harmonica”